# Servitchen
Serovpé Vitchenian (Սերովբէ Վիչենեան), dit Servitchen (Սերվիչեն), né le 22 novembre 1815 à Constantinople et mort le 2 octobre 1897 dans la même ville, est un médecin, journaliste, écrivain et homme politique arménien ottoman.

## Biographie
Serovpe Vitchenian naît le 22 novembre 1815 à Constantinople.
Il est formé dans des facultés de médecine parisiennes entre 1834 et 1839, puis à l'Université de Pise en 1839-1840.
En 1840, il rentre dans sa ville natale et commence sa carrière médicale.
Il est le fondateur de la première revue médicale ottomane, la Gazette médicale d'Orient, publiée en français, et qu'il dirige jusqu'en 1852. Il est aussi professeur de médecine légale à la Faculté de Médecine de la capitale ottomane entre 1846 et 1876. Il est l'un des fondateurs de la Société impériale de médecine de Constantinople et président du Conseil suprême de médecine urbaine.
Il participe à la rédaction de la Constitution nationale arménienne de 1863, et est membre de l'Assemblée nationale arménienne.
Il meurt le 2 octobre 1897 à Constantinople.